# Ella Cara Deloria
Ella Cara Deloria (Dakota do Sul, 31 de janeiro de 1889 – Wagner, 12 de fevereiro de 1971), também chamada de Aŋpétu Wašté Wiŋ (Dia da Mulher Linda), foi uma professora, antropóloga, etnógrafa, linguista e romancista de ascendência europeia americana e nativa americana. Ela gravou a história oral e lendas dos nativos americanos, e também contribuiu para o estudo das línguas nativas americanas. De acordo com Cotera (2008), Deloria era "uma especialista preeminente em práticas linguísticas e religiosas culturais D/L/Nakota". Na década de 1940, Deloria escreveu um romance intitulado Waterlily, que foi publicado em 1988 e republicado em 2009.

## Biografia
Deloria nasceu em 1889 no distrito de White Swan da Reserva Indígena Yankton, Dakota do Sul. Seus pais eram Mary (ou Miriam) (Sully) Bordeaux Deloria e Philip Joseph Deloria, a família tendo Yankton Dakota, raízes inglesas, francesas e alemãs (o sobrenome da família remonta a um ancestral caçador francês chamado François-Xavier Delauriers). Seu pai foi um dos primeiros Sioux a ser ordenado sacerdote episcopal. Sua mãe era filha de Alfred Sully, um general do exército dos Estados Unidos, e um Métis Yankton Sioux. Ella foi a primeira filha do casal, que teve várias filhas de casamentos anteriores. Seus irmãos completos eram a irmã Susan (também conhecida como Mary Sully) e o irmão Vine Deloria Sr., que se tornou um padre episcopal como seu pai. O notável escritor Vine Deloria Jr. é seu sobrinho.
Deloria foi criada entre o povo dacota indígena Hunkpapaya e Sihasapa, na Reserva Indígena Standing Rock, em Wakpala, e foi alfabetizada primeiro na escola missionária de seu pai, intitulado Elizabeth Parish School, em Sioux Falls. Após a formatura em 1910, ela frequentou a Oberlin College, Ohio, para o qual ganhou uma bolsa de estudos. Depois de três anos em Oberlin, Deloria transferiu-se para Teachers College, Columbia University, em Nova Iorque, e graduou-se com um Bachelor of Science e um certificado de ensino especial em 1915.
Ela passou a se tornar:
"uma das primeiras figuras verdadeiramente bilíngues e biculturais da antropologia americana, e uma acadêmica, professora com espírito extraordinário que perseguiu seu próprio trabalho e compromissos sob condições notoriamente adversas. A certa altura, ela morava fora de um carro enquanto coletava material para Franz Boas."

Ao longo de sua vida profissional, sofreu por não ter o dinheiro ou o tempo livre necessários para fazer um curso superior. Ela estava comprometida com o apoio de sua família. Seu pai e sua madrasta eram idosos, e sua irmã Susan dependia dela financeiramente.
Além de seu trabalho em antropologia (veja abaixo), Deloria teve vários empregos, incluindo ensino (dança e educação física no Haskell Indian Boarding School), palestras e demonstrações (sobre cultura nativa americana) e trabalhando para as Camp Fire Girls e para a YWCA como secretária nacional de educação em saúde. Ela também ocupou cargos no Sioux Indian Museum em Rapid City, Dakota do Sul, e como diretora assistente no WH Over Museum em Vermillion.
Deloria teve uma série de derrames em 1970, morrendo no ano seguinte de pneumonia.

## Vida profissional e honrarias
Deloria conheceu Franz Boas enquanto estava no Teachers College, e começou uma associação profissional com ele que durou até sua morte em 1942. Boas a recrutou como aluna e a contratou para trabalhar com ele na linguística das línguas nativas americanas. Ela também trabalhou com Margaret Mead e Ruth Benedict, antropólogos proeminentes que haviam sido alunos de pós-graduação de Boas. Para seu trabalho em culturas indígenas americanas, ela teve a vantagem de fluência nos dialetos Dakota e Lakota de Sioux, além de inglês e latim.
Embora Deloria tenha trabalhado com Boas, Mead e Benedict, os especialistas se concentraram principalmente na ponte que ela definiu entre as perspectivas culturais brancas e nativas, os compromissos duplos de Deloria com seu trabalho e família e a importância de sua experiência para as comunidades indígenas. Portanto, “examinar as relações de mentoria recíproca de Deloria, dessa forma intervindo na ênfase de estudos anteriores sobre a mediação cultural e as dificuldades pessoais de Deloria para destacar seu impacto no campo da antropologia (...) foi fundamental para trazer avanços importantes para o campo.” Essa “relação de mentoria recíproca” pode ser vista entre Franz Boas e Ella Deloria.
Deloria conheceu Franz Boas enquanto estava na Teachers College; “Boas ficou bastante impressionado com essa jovem (...) que ele pediu a ela para ensinar dialetos Siouan (ela era proficiente em dialetos Lakota e Nakota e falava Dakota em casa quando criança) para seus alunos em uma classe que ele estava ensinando em linguística." Além disso, tem-se afirmado que “o papel de mentor exige ainda mais do antropólogo (...) mentores de antropologia devem suspender as habilidades que trabalharam tanto para desenvolver e, em vez disso, se envolver em um papel mais passivo para fornecer insights e compreensão eventual." Deloria definiu sua "própria voz clara e dissidente e pressionou seus mentores a alterar suas suposições". Devido a obrigações familiares pessoais, Deloria "[foi] forçada a voltar para casa no Centro-Oeste em 1915, e "não foi até 1927 que Deloria foi reintroduzida no mundo acadêmico da antropologia (...) Boas visitou Deloria no Kansas naquele verão e pediu que ela recomeçasse seu trabalho na língua Lakota." No entanto, a relação entre Deloria e Boas era complexa e foi revelada por meio de cartas. "James Walker acumulou um enorme corpo de informações sobre as crenças, rituais e mitos Lakota. Boas pediu a Deloria para fundamentar suas descobertas (...) Ela se tornou crítica do trabalho de Walker quando descobriu que ele não conseguiu separar a ficção criativa das histórias tradicionais. Depois que Deloria compartilhou suas descobertas com Boas, ele não hesitou em expressar sua insatisfação." Ele estava tentando alinhar essas respostas com as informações fornecidas por antropólogos anteriores (homens europeus-americanos). Por outro lado, “[Franz] Boas encorajou Deloria a verificar os mitos dos Lakota.” No entanto, "Boas se tornou e permaneceu uma mentora carismática de Deloria e, por meio de sua voz de dissidência, ela desafiou Boas a elevar-se a um padrão mais alto em seu próprio trabalho".
Suas habilidades linguísticas e seu conhecimento íntimo da cultura Sioux tradicional e cristianizada, juntamente com seu profundo compromisso tanto com as culturas indígenas americanas quanto com a erudição, permitiram a Deloria realizar um trabalho importante e muitas vezes inovador em antropologia e etnologia. Ela também traduziu para o inglês vários textos históricos e acadêmicos Sioux, como os textos Lakota de George Bushotter (1864-1892), o primeiro etnógrafo Sioux (Deloria 2006; originalmente publicado em 1932); e os textos Santee registrados pelos missionários presbiterianos Samuel e Gideon Pond, irmãos de Connecticut.
Em 1938–39, Deloria fazia parte de um pequeno grupo de pesquisadores contratados para fazer um estudo socioeconômico sobre a Reserva Navajo para o Gabinete de Assuntos Indígenas; foi financiado pelo Phelps Stokes Fund. Eles publicaram seu relatório, intitulado The Navajo Indian Problem. Este projeto abriu as portas para que Deloria recebesse mais palestras, bem como financiamento para apoiar seu importante trabalho contínuo em línguas nativas.
Em 1940, ela e sua irmã Susan foram para Pembroke, Carolina do Norte, para realizar algumas pesquisas entre os auto-identificados Lumbee do Condado de Robeson .  O projeto foi apoiado pelo Bureau of Indian Affairs e pela Farm Security Administration federal. Desde o final do século XIX, esses mestiços, considerados pessoas de cor livres antes da Guerra Civil, foram reconhecidos como uma tribo indígena pelo estado da Carolina do Norte, o que lhes permitiu ter suas próprias escolas, em vez de exigir que eles mandam seus filhos para as escolas com os filhos dos libertos. Eles também buscavam o reconhecimento federal como uma tribo nativa americana. Deloria acreditava que poderia dar uma importante contribuição ao esforço de reconhecimento deles estudando sua cultura distinta e o que restava de sua língua original. Em seu estudo, ela conduziu entrevistas com várias pessoas do grupo, incluindo mulheres, sobre o uso de plantas, alimentos, remédios e nomes de animais. Ela chegou muito perto de completar um dicionário do que pode ter sido sua língua original antes de adotarem o inglês. Ela também montou um concurso com, para e sobre os índios do condado de Robeson em 1940, que descrevia seu relato de origem.
Deloria recebeu bolsas para sua pesquisa da Universidade de Columbia, da American Philosophical Society, da Bollingen Foundation, da Fundação Nacional da Ciência, e da Fundação Doris Duke, de 1929 a 1960.
Ela estava compilando um dicionário Lakota no momento de sua morte. Seus extensos dados provaram ser inestimáveis para os pesquisadores desde aquela época.

## Legado e homenagens
- Em 1943, Deloria ganhou o Indian Achievement Award.[25]
- Em 2010, o Departamento de Antropologia da Universidade de Columbia concedeu uma Bolsa de Pesquisa de Graduação alma mater em homenagem a Ella C. Deloria.[9]

## Obras publicadas

### Ficção
- 1993: Ella Deloria's Iron Hawk (single narrative), ed. Julian Rice. University of New Mexico Press; ISBN 0-8263-1447-3 (em inglês)
- 1994: Ella Deloria's the Buffalo People (collection of stories), ed. Julian Rice. University of New Mexico Press; ISBN 0-8263-1506-2 (em inglês)
- 2006: Dakota Texts, Introduction by Raymond J. DeMallie. University of Nebraska Press; ISBN 0-8032-6660-X (em inglês)
- 2009: Waterlily, New edition. University of Nebraska Press; ISBN 978-0-8032-1904-5 (em inglês)

### Não ficção
- 1928: The Wohpe Festival: Being an All-Day Celebration, Consisting of Ceremonials, Games, Dances and Songs, in Honor of Wohpe, One of the Four Superior Gods... Games, of Adornment and of Little Children - em inglês
- 1929: The Sun Dance of the Oglala Sioux (American Folklore Society) - em inglês
- 1932: Dakota Texts (reprinted 2006, Bison Books; ISBN 0-8032-6660-X) - em inglês
- 1941: Dakota Grammar (with Franz Boas) (National Academy of Sciences; reprinted 1976, AMS Press, ISBN 0-404-11829-1) - em inglês
- 1944: Speaking of Indians (reprinted 1998, University of Nebraska Press; ISBN 0-8032-6614-6) - em inglês